# Estanislao Argote Salaberría
Estanislao Argote Salaberría (nascut el 21 d'octubre de 1956) és un futbolista basc retirat que va jugar d'extrem esquerre.

## Carrera de club
Nascut a Zarautz, Guipúscoa, Argote va començar a jugar a futbol amb el Zarautz KE local, unint-se als veïns bascos de l'Athletic Club el 1975. Va passar gairebé dues temporades completes amb el filial, i va debutar amb el primer equip el 2 d'octubre de 1977 jugant la victòria completa per 1-0 a casa contra l'Atlètic de Madrid, poc abans del seu 21è aniversari.
En la seva primera temporada, Argote va marcar 11 gols a la primera divisió en 28 partits, ajudant a aconseguir el tercer lloc final. Va formar un trio ofensiu eficient amb Dani i Manuel Sarabia, també preparats al club; quan l'Athletic va guanyar lligues consecutives la 1983–84, va participar en 65 partits combinats, marcant deu vegades.
A partir del 1984, Argote va aparèixer de manera intermitent a l'Athletic per lesions. Al final de la campanya 1986–87, va patir una lesió a la cama que el va deixar fora de joc durant diversos mesos; en el moment de la seva lesió, l'equip estava quart a la taula, però finalment va acabar en la 13a posició.
Després de 332 partits de primera divisió amb l'Athletic, en 13 anys, Argote va reincorporar-se al seu primer club de futbol Zarautz, a la quarta divisió per primera vegada en la seva història. Es va jubilar al cap d'un any, amb gairebé 35 anys.

## Carrera internacional
Argote va jugar dues vegades amb Espanya, ambdós partits es van produir el desembre de 1978: el dia 13, va començar com a titular en una victòria per 5-0 contra Xipre per a les fases de classificació per a la UEFA Euro 1980, a Salamanca. Una setmana més tard, va jugar la primera meitat d'una derrota amistosa per 0-1 amb Itàlia, a Roma.

## Vida personal
Argote era un excel·lent acordionista. De fet, poc després de guanyar el campionat de lliga de 1982–83, va gravar un disc que va tenir un èxit relatiu al País Basc.
A Argote també li agradava jugar al golf, un esport en aquella època poc habitual entre els futbolistes. En la seva infantesa, va ser caddie al camp de golf de la seva ciutat natal.

## Palmarès
- La Lliga: 1982–83, 1983–84
- Copa del Rei: 1983–84
- Supercopa d'Espanya: 1984